# Municipio de Ellsworth (Minnesota)
El municipio de Ellsworth (en inglés: Ellsworth Township) es un municipio ubicado en el condado de Meeker en el estado estadounidense de Minnesota. En el año 2010 tenía una población de 848 habitantes y una densidad poblacional de 9,01 personas por km².

## Geografía
El municipio de Ellsworth se encuentra ubicado en las coordenadas 45°1′13″N 94°25′42″O / 45.02028, -94.42833. Según la Oficina del Censo de los Estados Unidos, el municipio tiene una superficie total de 94.11 km², de la cual 77,46 km² corresponden a tierra firme y (17,69 %) 16,65 km² es agua.

## Demografía
Según el censo de 2010, había 848 personas residiendo en el municipio de Ellsworth. La densidad de población era de 9,01 hab./km². De los 848 habitantes, el municipio de Ellsworth estaba compuesto por el 98,47 % blancos, el 0,12 % eran amerindios, el 0,12 % eran asiáticos, el 0,24 % eran de otras razas y el 1,06 % eran de una mezcla de razas. Del total de la población el 0,94 % eran hispanos o latinos de cualquier raza.